# Saint-Acheul
La commune de Saint-Acheul ne doit pas être confondue avec Saint-Acheul, quartier de la ville d'Amiens.
Saint-Acheul ([sɛ̃taʃœl]) est une commune française située dans le département de la Somme, en région Hauts-de-France.

## Géographie

### Localisation
Saint-Acheul est un village picard du Ponthieu.
À vol d'oiseau, la localité est située à 6 km au sud-est d'Auxi-le-Château, 7 km au nord de Bernaville, 13 km au nord-ouest de Doullens, 25 km au nord-est d'Abbeville , 34 km au nord-ouest d'Amiens et à 45 km au sud-ouest d'Arras.
Le territoire de la commune est limitrophe de ceux de six communes.
Les communes limitrophes sont Beauvoir-Wavans, Béalcourt, Heuzecourt, Maizicourt, Montigny-les-Jongleurs et Prouville.

### Géologie et relief, hydrographie
Le sol de la commune est recouvert d'une mince couche de terre végétale. Le sous-sol est composé de marne et de sable et, par endroits, d'argile.
Le relief de la commune est formé de plaines ondulées, coupées de collines et de vallons. Son point culminant se situe à 140 m d'altitude.
Aucun cours d'eau ne traverse le territoire communal.

### Hydrographie

#### Réseau hydrographique
La commune est située dans le bassin Artois-Picardie. Elle est drainée par la Ferme Dorion et l'Heuzecourt,.

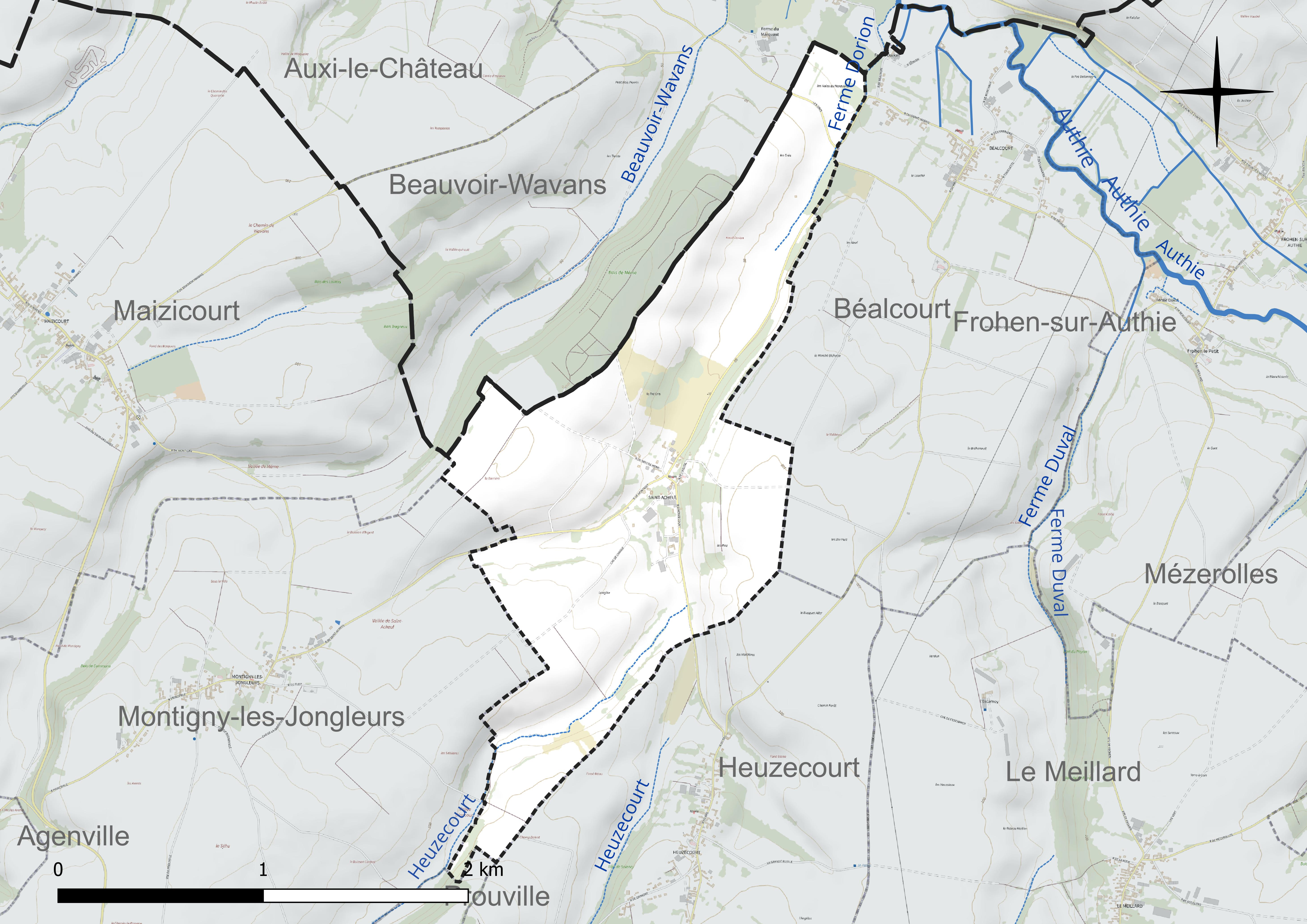
Réseau hydrographique de Saint-Acheul.

#### Gestion et qualité des eaux
Le territoire communal est couvert par le schéma d'aménagement et de gestion des eaux (SAGE) « Authie ». Ce document de planification concerne un territoire de 1 253 km2 de superficie, délimité par le bassin versant de l'Authie. Le périmètre a été arrêté le 5 août 1999 et le SAGE proprement dit est, en 2024, en cours d'élaboration. La structure porteuse de l'élaboration et de la mise en œuvre est le syndicat mixte Canche Et Authie.
La qualité des cours d'eau peut être consultée sur un site dédié géré par les agences de l'eau et l'Agence française pour la biodiversité.

### Climat
Pour des articles plus généraux, voir Climat des Hauts-de-France et Climat de la Somme.
En 2010, le climat de la commune est de type climat océanique altéré, selon une étude du CNRS s'appuyant sur une série de données couvrant la période 1971-2000. En 2020, Météo-France publie une typologie des climats de la France métropolitaine dans laquelle la commune est exposée à un climat océanique et est dans la région climatique Côtes de la Manche orientale, caractérisée par un faible ensoleillement (1 550 h/an) ; forte humidité de l'air (plus de 20 h/jour avec humidité relative > 80 % en hiver), vents forts fréquents.
Pour la période 1971-2000, la température annuelle moyenne est de 10,2 °C, avec une amplitude thermique annuelle de 13,7 °C. Le cumul annuel moyen de précipitations est de 855 mm, avec 12,1 jours de précipitations en janvier et 8,7 jours en juillet. Pour la période 1991-2020, la température moyenne annuelle observée sur la station météorologique la plus proche, située sur la commune de Bernaville à 6 km à vol d'oiseau, est de 10,4 °C et le cumul annuel moyen de précipitations est de 877,3 mm,. Pour l'avenir, les paramètres climatiques de la commune estimés pour 2050 selon différents scénarios d'émission de gaz à effet de serre sont consultables sur un site dédié publié par Météo-France en novembre 2022.

## Urbanisme

### Typologie
Au 1er janvier 2024, Saint-Acheul est catégorisée commune rurale à habitat très dispersé, selon la nouvelle grille communale de densité à sept niveaux définie par l'Insee en 2022.
Elle est située hors unité urbaine. Par ailleurs la commune fait partie de l'aire d'attraction d'Amiens, dont elle est une commune de la couronne,. Cette aire, qui regroupe 369 communes, est catégorisée dans les aires de 200 000 à moins de 700 000 habitants,.

### Occupation des sols
L'occupation des sols de la commune, telle qu'elle ressort de la base de données européenne d'occupation biophysique des sols Corine Land Cover (CLC), est marquée par l'importance des territoires agricoles (98,6 % en 2018), une proportion identique à celle de 1990 (98,6 %). La répartition détaillée en 2018 est la suivante : 
terres arables (69,3 %), zones agricoles hétérogènes (18,4 %), prairies (10,9 %), forêts (1,4 %). L'évolution de l'occupation des sols de la commune et de ses infrastructures peut être observée sur les différentes représentations cartographiques du territoire : la carte de Cassini (XVIIIe siècle), la carte d'état-major (1820-1866) et les cartes ou photos aériennes de l'IGN pour la période actuelle (1950 à aujourd'hui).

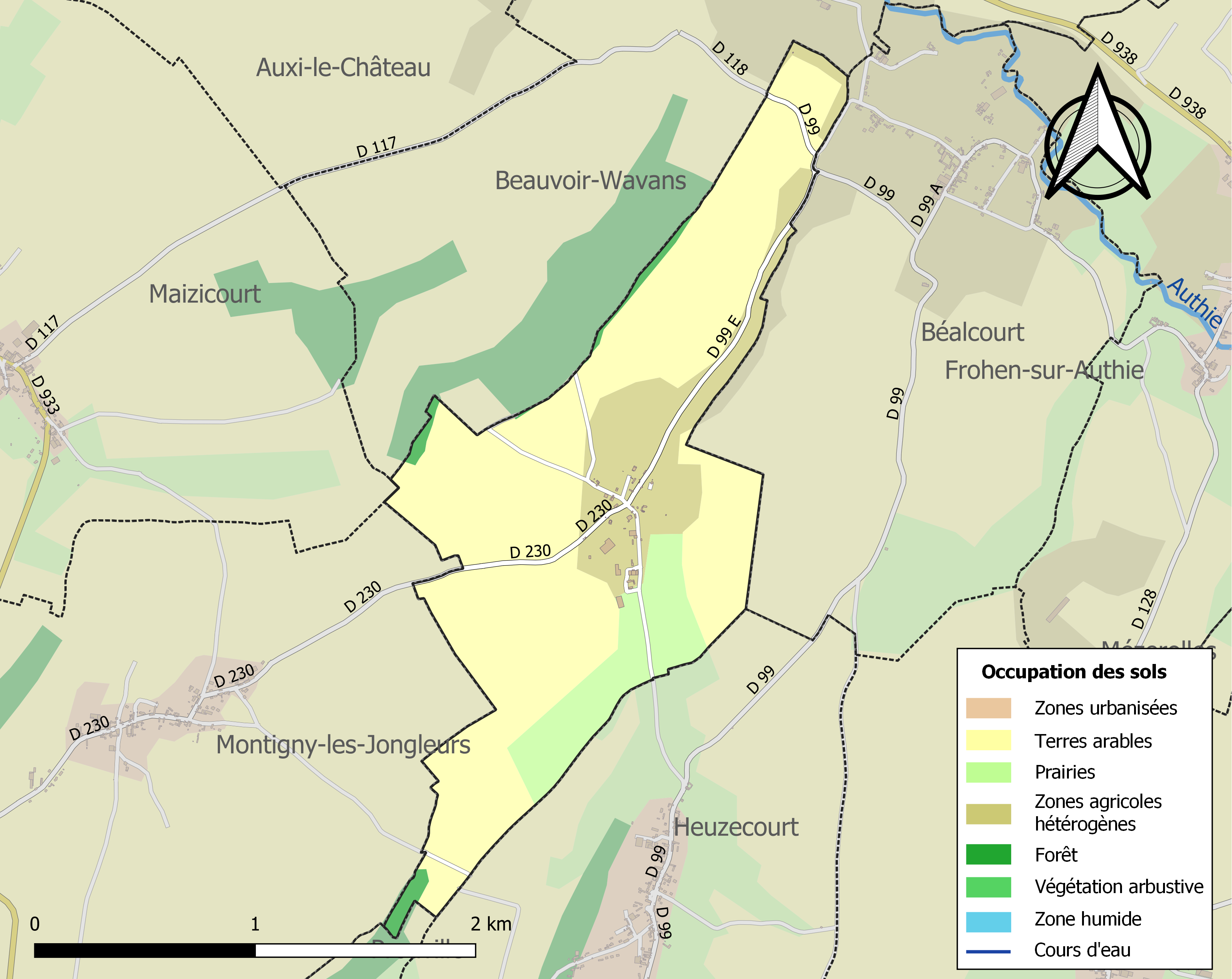
Carte des infrastructures et de l'occupation des sols de la commune en 2018 (CLC).

### Habitat
La commune présente un habitat groupé.

### Voies de communication et transports
Saint-Acheul est reliée par route à Montigny-les-Jongleurs, Heuzecourt, et Béalcourt.

## Toponymie
On trouve plusieurs formes dans les textes anciens pour désigner Saint-Acheul : en 1260, Sanctus Aceolus et Sanctus Accolus sont attestés. On trouve aussi Sanctus Acheolus en 1118 puis Saint-Acheul en 1378.
La commune, instituée durant la Révolution sous le nom d'Abladène  prend en 1793 le nom de Saint Acheul puis, en 1801, sa graphie actuelle de Saint-Acheul.
Saint-Acheul est un hagiotoponyme qui fait référence à Acheul (Acheolus), un martyr chrétien du début du IVe siècle, reconnu saint par l'Église catholique et vénéré dans le diocèse d'Amiens. L'église de la commune lui est dévouée.

## Histoire

### Moyen Âge
- Il n'y a pas trace d'occupation du territoire de la commune par l'homme avant le Moyen Âge[Note 4].
- 1131, l'existence d'une église est attestée par les textes, le prieur de Saint-Sulpice d'Abbeville nomme à la cure[7].
- 1213, Robert de Saint-Acheul, chevalier, vend à l'Abbaye Notre-Dame de Berteaucourt-les-Dames toute la dîme de Morchump[Quoi ?]. Son fils Ingebrand de Saint-Acheul fait don à l'Abbaye Notre-Dame de Willencourt de neuf journaux de terre au terroir du bois de Mont[7].
- Vers 1372, Messire Robert de Beauvoir tenait du roi un fief à Saint-Acheul et le manoir de la Motte[7].

### Epoque moderne
- À l'époque moderne, la famille de Montigny était seigneur de Saint-Acheul[7].
- Le 7 juillet 1785, l'abbaye de Willecourt possédait un manoir à Saint-Acheul[7].

### Epoque contemporaine
- Durant la guerre franco-allemande de 1870, quatre jeunes gens de la commune combattirent pendant l'année terrible (1870-1871)[7].
- Le décret du 11 novembre 1948 décerne à la commune de Saint-Acheul la Croix de guerre 1939-1945 avec étoile de bronze.

## Politique et administration

### Rattachements administratifs et électoraux
La commune se trouve dans l'arrondissement d'Amiens du département de la Somme. Pour l'élection des députés, elle fait partie depuis 2012 de la quatrième circonscription de la Somme.
Elle faisait partie depuis 1793 du canton de Bernaville. Dans le cadre du redécoupage cantonal de 2014 en France, la commune est intégrée au canton de Doullens.
Le nouveau maire de cette commune 
élu durant les dernières élections municipales est Olivier Feutrel

### Intercommunalité
La commune faisait partie de la communauté de communes du Bernavillois, créée au 1er janvier 2000.
Dans le cadre des dispositions de la loi portant nouvelle organisation territoriale de la République du 7 août 2015, qui prévoit que les établissements publics de coopération intercommunale (EPCI) à fiscalité propre doivent avoir un minimum de 15 000 habitants, la préfète de la Somme présente en octobre 2015 le nouveau schéma départemental de coopération intercommunale (SDCI) qui prévoit notamment « fusion des communautés de communes du Bernavillois, du Doullennais et de Bocage Hallue », le nouvel ensemble de 34 661 habitants regroupant 70 communes. À la suite de l'avis favorable du Doullennais, du Bernavillois, de l'avis défavorable de Bocage-Hallue (dont une partie des communes souhaitait rejoindre la communauté d'agglomération Amiens Métropole), puis de l'avis favorable de la commission départementale de coopération intercommunale en mars 2016, la préfecture sollicite l'avis formel des conseils municipaux et communautaires concernés en vue de la mise en œuvre de la fusion le 1er janvier 2017.
Cette fusion, effective le 1er janvier 2017, crée la communauté de communes du Territoire Nord Picardie dont la commune est désormais membre.

### Tendances politiques et résultats
Lors du premier tour de l'élection présidentielle de 2017, Saint-Acheul est l'une des 56 communes françaises où Marine Le Pen n'a obtenu aucun suffrage.

### Liste des maires
| Période                                  | Période                   | Identité        | Étiquette | Qualité |
| ---------------------------------------- | ------------------------- | --------------- | --------- | ------- |
| Les données manquantes sont à compléter. |                           |                 |           |         |
| 1924                                     | 1925                      | Jules Normand   |           |         |
| 1926                                     | 1976                      | André Roussel   |           |         |
| 1976                                     | 1977                      | René Pernes     |           |         |
| 1977                                     | 1985                      | Jean Vasseur    |           |         |
| 1985                                     | mai 2020                  | Marc Bettefort  |           |         |
| mai 2020                                 | En cours (au 29 mai 2020) | Olivier Feutrel |           |         |

## Démographie
L'évolution du nombre d'habitants est connue à travers les recensements de la population effectués dans la commune depuis 1793. Pour les communes de moins de 10 000 habitants, une enquête de recensement portant sur toute la population est réalisée tous les cinq ans, les populations de référence des années intermédiaires étant quant à elles estimées par interpolation ou extrapolation. Pour la commune, le premier recensement exhaustif entrant dans le cadre du nouveau dispositif a été réalisé en 2005.

En 2022, la commune comptait 36 habitants, en évolution de +38,46 % par rapport à 2016 (Somme : −1,26 %, France hors Mayotte : +2,11 %).
| 1793 | 1800 | 1806 | 1821 | 1831 | 1836 | 1841 | 1846 | 1851 |
| ---- | ---- | ---- | ---- | ---- | ---- | ---- | ---- | ---- |
| 116  | 123  | 133  | 114  | 120  | 110  | 104  | 106  | 106  |

| 1856 | 1861 | 1866 | 1872 | 1876 | 1881 | 1886 | 1891 | 1896 |
| ---- | ---- | ---- | ---- | ---- | ---- | ---- | ---- | ---- |
| 106  | 106  | 120  | 76   | 67   | 66   | 66   | 74   | 70   |

| 1901 | 1906 | 1911 | 1921 | 1926 | 1931 | 1936 | 1946 | 1954 |
| ---- | ---- | ---- | ---- | ---- | ---- | ---- | ---- | ---- |
| 50   | 62   | 58   | 50   | 41   | 46   | 42   | 58   | 66   |

| 1962 | 1968 | 1975 | 1982 | 1990 | 1999 | 2005 | 2006 | 2010 |
| ---- | ---- | ---- | ---- | ---- | ---- | ---- | ---- | ---- |
| 67   | 50   | 45   | 43   | 34   | 22   | 26   | 27   | 28   |

| 2015 | 2020 | 2022 | - | - | - | - | - | - |
| ---- | ---- | ---- | - | - | - | - | - | - |
| 26   | 34   | 36   | - | - | - | - | - | - |

## Économie

### Activités économiques et de services
L'activité dominante de la commune reste l'agriculture.
L'activité économique principale de la commune reste l'agriculture.

## Culture locale et patrimoine

### Lieux et monuments
- Église Saint-Acheul du XVIe siècle.

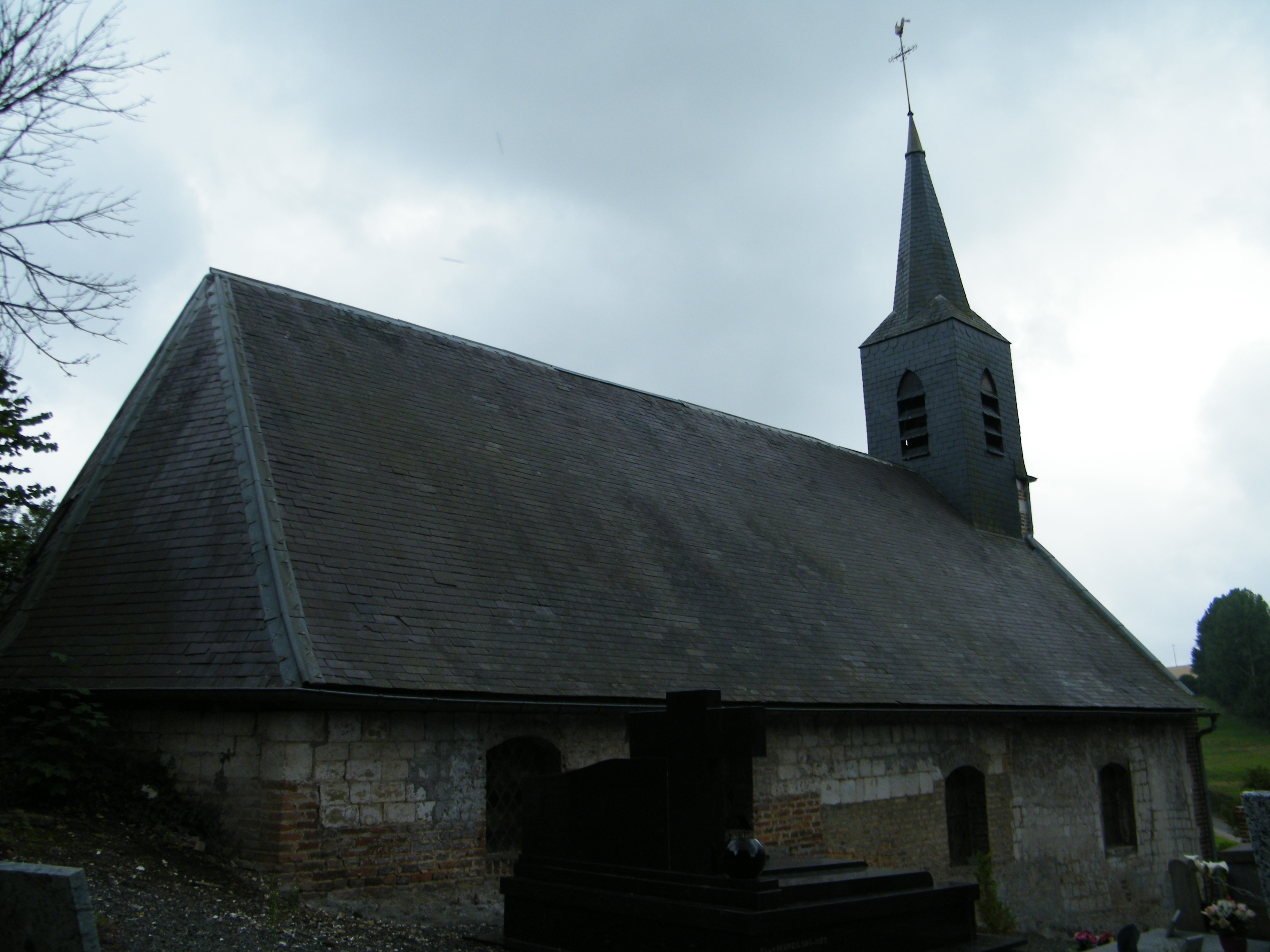
Côté nord de l'église.
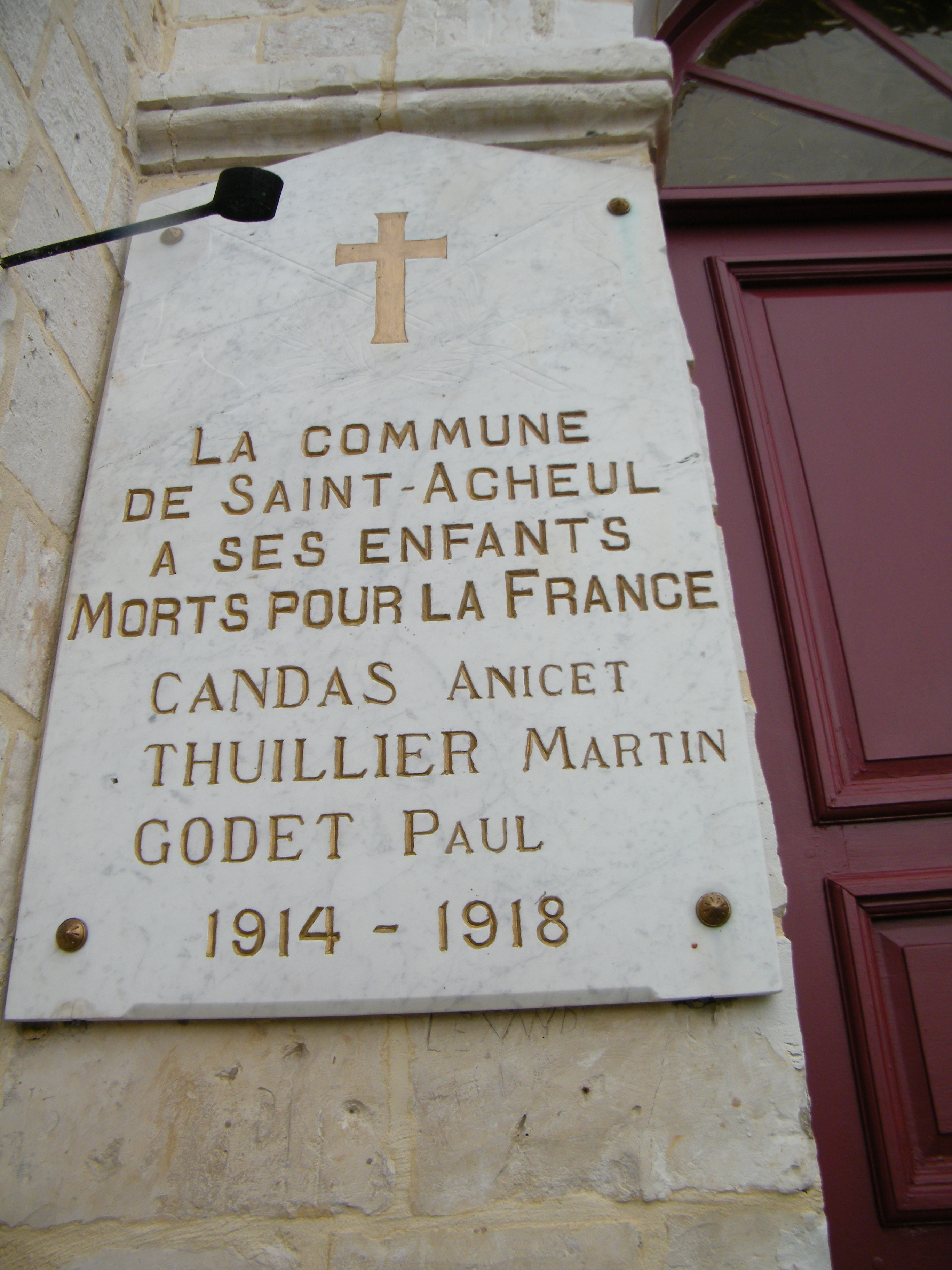
Plaque 1914-1918 sur l'église.
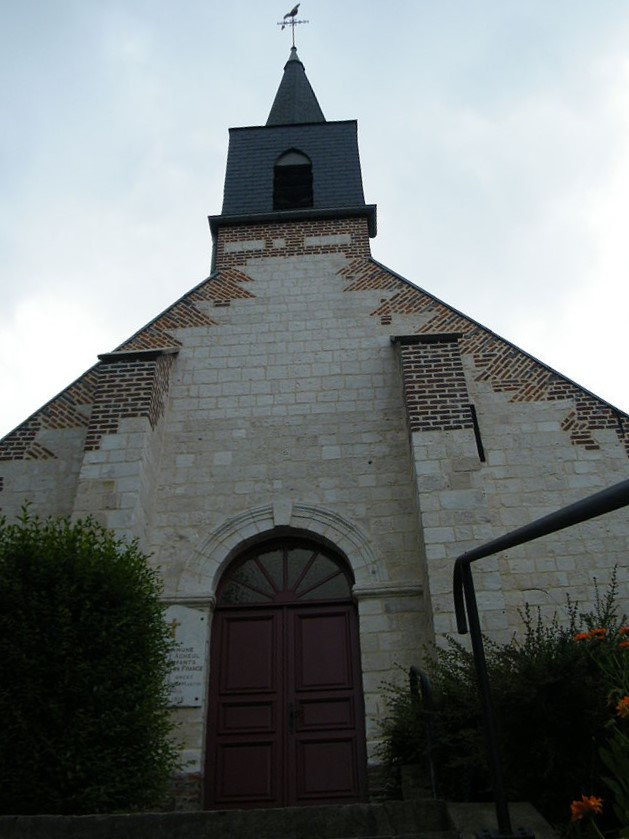
Clocher de l'église.